# Прикарпатье
Прикарпа́тье (укр. Прикарпаття), Карпатское предгорье, Предкарпатье — географический регион у подножия Карпат, переходный район между горами и низменностями, на территории Восточной Европы.

## Описание
Климат Прикарпатья — умеренно континентальный.
Край (регион) предлагает массу туристических маршрутов. В Прикарпатье можно выделить основные туристические зоны: Ивано-Франковская и Львовская области. На сегодняшний день самыми популярными по количеству туристов курортами считаются горнолыжные и лечебные. К горнолыжным относятся Буковель и Славское, к лечебным — Моршин, Трускавец.
В Прикарпатье находится Олесская углеводородная площадь. По оценке Госгеонедр, ресурсы Олесской площади составляют около 2,5 трлн м³ газа..

## Население
Ранее в Прикарпатье проживали кривичи, позже потомки славянского населения — русины.
На Руси в городах Прикарпатья княжили потомки Ростислава, позже его территория находилась во владении различных государств Галицкое княжество, Галич-Владимир (Малая Русь или Галицко-Волынское государство), Австрийская империя и так далее.
Основная часть Прикарпатья находится на территории Ивано-Франковской, запада Черновицкой и юга Львовской областей Украины. Синонимом Прикарпатья термин Галиция не является. Прикарпатье на Украине населено следующими этнографическими группами: на юге — гуцулы, на западе — бойки и лемки, на востоке — покутяне, на севере — ополяне.